# Horst Wiechert
Horst Ulrich Wiechert (ur. 9 października 1938 w Braniewie) – niemiecki fizyk, starszy wykładowca Uniwersytetu Gutenberga w Moguncji.

## Życiorys

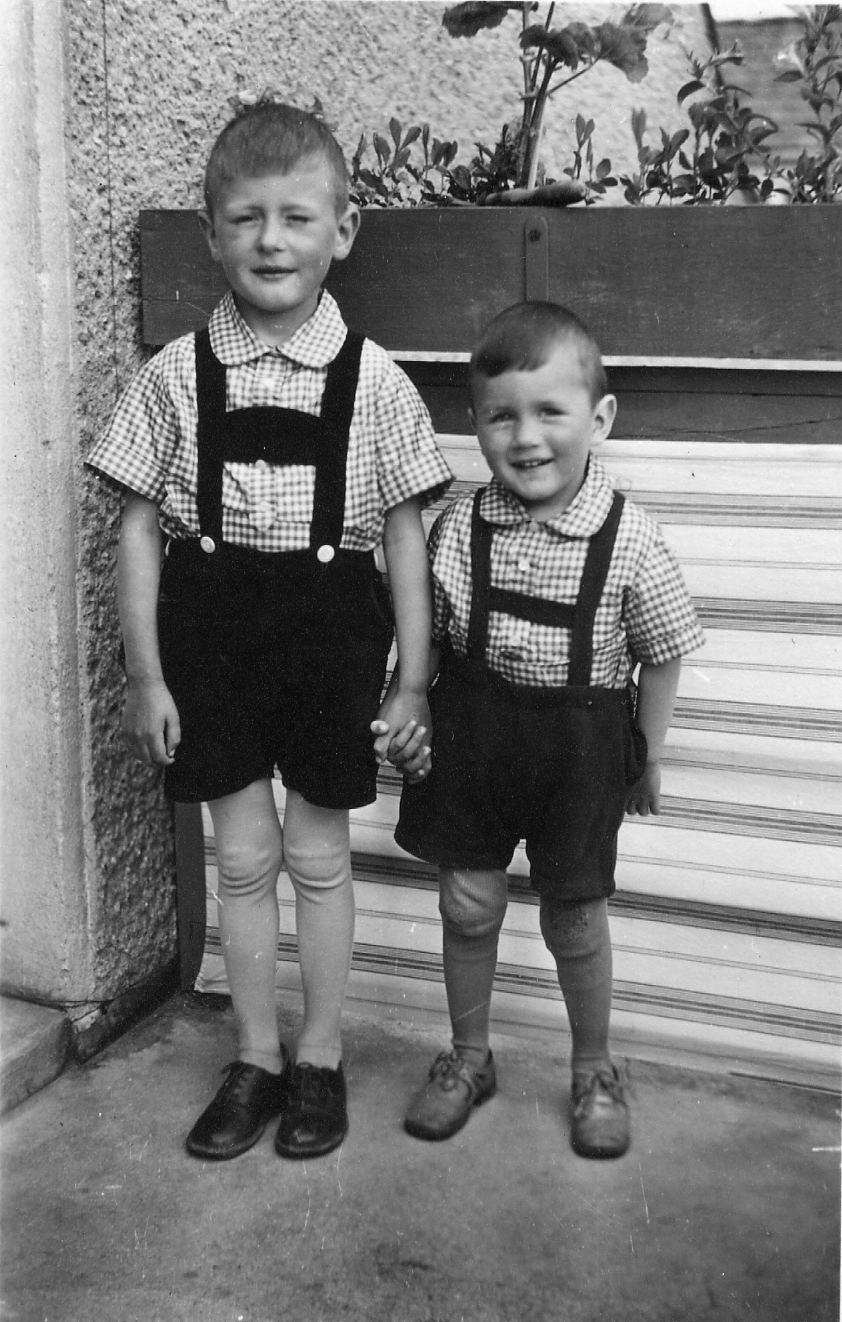
Horst jako mały chłopiec przy swoim domu w Braniewie (Warmińska 6), ze starszym bratem, ok. 1943 rok

Ojciec Horsta, Friedrich, był księgowym w browarze w Braniewie, pochodził z Korniewa w powiecie świętomiejskim (Kreis Heiligenbeil). W 1934 poślubił braniewiankę Charlotte z domu Glaudien. Hans urodził się jako drugie dziecko w rodzinie, miał jednego starszego brata Siegfrieda (ur. 1936). Wiechertowie do 1945 mieszkali w Braniewie przy Hansastraße 6 (współcześnie ul. Warmińska).
Pod koniec II wojny światowej, w lutym 1945, rodzina opuściła Braniewo, bombardowane przez nacierające oddziały Armii Czerwonej. Przez Nową Pasłękę, zamarznięty Zalew Wiślany, Pilawę, Gdynię udało im się odtrzeć do miejscowości Leer, leżącej we Wschodniej Fryzji. Tam rodzina mieszkała do roku 1954, następnie przeprowadziła się do Wuppertalu, gdzie Horst skończył szkołę średnią i uzyskał maturę. W latach 1959–1962 studiował fizykę i matematykę na Uniwersytecie Gutenberga w Moguncji. W latach 1963–1966 przygotowywał pracę dyplomową w Instytucie Fizyki Teoretycznej. Od października 1967 został zatrudniony jako asystent w tym instytucie. W 1969 na podstawie dysertacji Theoretische Untersuchungen der Wellenfortpflanzung in engen mit flüssigem Helium II gefüllten Kapillaren uzyskał stopień doktora nauk technicznych z wyróżnieniem (magna cum laude). Od 1985 pracował na stanowisku Akademischer Direktor Uniwersytetu w Mainz.
Jego prace naukowe i badawcze obejmował fizykę materii skondensowanej. W celu prowadzenia prac badawczych wyjeżdżał do Instytutu Laune-Langevin w Grenoble oraz centrum naukowego CEA Paris-Saclay we Francji, laboratorium HASYLAB w Hamburgu i do Helmholtz-Zentrum Berlin für Materialien und Energie w Berlinie. W 2004 roku przeszedł na emeryturę.
Jest autorem lub współautorem 66 publikacji naukowych w języku angielskim.

## Wybrane publikacje
- Ordering and Phase Transitions in Adsorbed Monolayers of Diatomic Molecules (z Dominikiem Marx), 1996[5]
- Ordering and Phase Transitions in Deuterium Monolayers Physisorbed on Krypton Preplated Graphite (z Klaus–Dieter Kortmann), 1998[5]
- Adsorption of molecular hydrogen isotopes on graphite and BN, 2003[6]